# Fur Patrol
Fur Patrol – nowozelandzki zespół rockowy założony w 1996 roku.

## Dyskografia
- 1998 – Starlifter
- 2000 – Pet
- 2003 – Collider
- 2007 – The Long Distance Runner EP
- 2008 – Local Kid

### Single
- "Man In A Box"
- "Dominoes"
- "Beautiful"
- "Now"
- "Holy"
- "Andrew"
- "Spinning A Line"
- "Precious/Enemy (Live)"
- "Precious"
- "Fade Away"
- "Get Along"
- "Hand on an Anchor"
- "Great Leap Forward"
- "Hidden Agenda"

## Skład

### Obecni członkowie
- Julia Deans (wokal, gitara)
- Andrew Bain (bas)
- Simon Braxton (perkusja)

### Byli członkowie
- Steve Wells (gitara)